# Dywan z Tamarit
Dywan z Tamarit (hiszp. Diván del Tamarit) – zbiór wierszy hiszpańskiego poeta Federico Garcíi Lorki, którego wiersze zostały napisane w latach 1931–1934 a wydane dopiero pośmiertnie w roku 1941. Zgromadzone w nim wiersze miłosne nawiązują do stylu arabskiego i orientalnego.
Wyraz dywan w nazwie tomiku nawiązuje nie do dywanu w potocznym rozumieniu tego słowa, ale do dywanu jako stylu literackiego, w którym wiersze uporządkowane są według kryteriów gatunkowych. Jest to styl bardzo sformalizowany wywodzący się z literatury arabskiej. Lorca nie trzymał się jednak rygorystycznie norm arabskich, podszedł do nich trochę umownie. Wiersze zbioru mają coś z kasyd czy gazel bardziej pod względem treści i „klimatu”, aniżeli formy. Nazwa Tamarit nawiązuje natomiast do nazwy hacjendy w prowincji Vega de Granada, w której część wierszy została napisana.
Zbiorem Dywan z Tamarit Lorca wyraża także swoje zainteresowanie kulturą arabsko-andaluzyjską (zwanej także mauretańską) do której pociąg wykazywał przez całe swe życie i której poznanie uważał za klucz dla utwierdzenia swojej tożsamości jako poety andaluzyjskiego. Lorca uważał za wielką stratę zwycięstwo rekonkwisty w Grenadzie w 1492. Zbiór ten stanowi jedną z odpowiedzi na powszechne odrodzenie zainteresowania kulturą arabsko-andaluzyjską (zwłaszcza w dziedzinie literatury) w latach 30. XX wieku.